# Ketengus
Ketengus is een monotypisch geslacht van straalvinnige vissen uit de familie van christusvissen (Ariidae).

## Soorten
- Ketengus typus Bleeker, 1847